# Asesinatos de Malexander

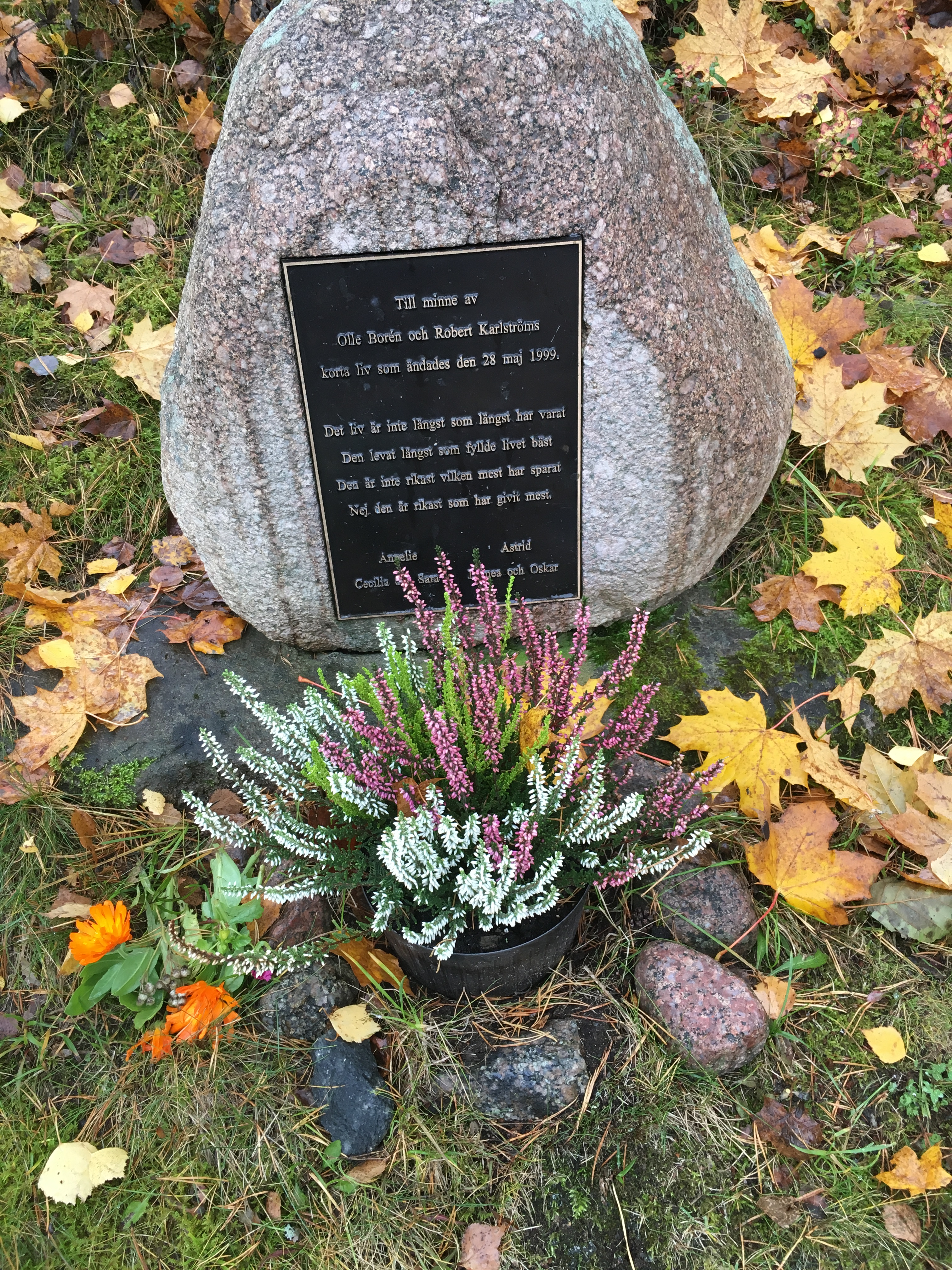
Lápida

Los asesinatos de Malexander (Sueco: Malexandermorden), fueron los asesinatos de los policías Robert Karlström (30 años) y Olov Borén (42 años), el 28 de mayo de 1999, en Malexander, Suecia.
Los asesinatos se cometieron después del atraco al Östgöta Enskilda Bank, en Kisa.  Los ladrones Tony Olsson, Andreas Axelsson y Jackie Arklöv, dispararon a los policías cuando trataban de darle alcance.

## El robo y los asesinatos
Los ladrones eran fundadores de un partido neonazi de ultraderecha. Arklöv había sido mercenario en el bando croata de la guerra de Bosnia y había sido encarcelado por crímenes de guerra. Olsson, encarcelado también por delitos graves, aprovechó un permiso penitenciario concedido para trabajar como actor en una pieza teatral de Lars Norén; este hecho causó luego una gran polémica. A las 14:50 Andreas Axelsson y Jackie Arklöv entran en la sucursal del banco Östgöta Enskilda de Kisa; disponían de granadas, pistolas e iban ataviados con pasamontañas. Le gritaron a quienes se encontraban dentro del banco que se echaran al suelo y no tocaran las alarmas. También inutilizaron con un espray negro las cámaras de seguridad para no ser vistos, salvo una. Fuera del banco, Tony Olsson vigilaba con un pasamontañas y una uzi en su mano.
A las 15:10 escaparon en un saab 9000 robado y se dirigieron a Österbymo a una velocidad de 140 km/h. El policía Kennet Eklund trató de darles alcance, pero los ladrones le dispararon y cuando le arrojaron granadas este tuvo que abandonar el coche y escapar.
A las 15:18 los ladrones abandonaron el saab y subieron a un toyota avensis. Aunque fueron detenidos por un control policial, dos de ellos se escondieron y lograron pasarlo. Dos policías, Robert Karlström y Olov Borén, los persiguieron en un coche patrulla; pero los ladrones se detuvieron en Lillsjön (Malexander) y comenzaron a disparar al coche; los primeros disparos de Olsson fueron a dar al parabrisas; a las 16:10, la comunicación por radio con los policías se perdió y lo último que se oyó fueron gritos.
Las policías fueron encontrados muertos; según el Laboratorio Técnico Criminal del Estado / Statens kriminaltekniska laboratorium, el cuerpo de Borén tenía cinco impactos de bala, uno de ellos en el cuello, y Karlström tres, uno en la frente, a quemarropa. Borén y Karlström trabajaban en Mjölby.

## Proceso jurídico
Axelsson, que estaba herido, fue arrestado en una clínica en Boxholm. El 31 de mayo Arklöv fue arrestado en Tyresö. La novia de Olsson lo ayudó a escapar de Suecia pasando por Alemania y de ahí Costa Rica, pero fue arrestado tras una semana de estancia en dicho país, el 6 de junio, y extraditado. Se le encontró un millón de coronas suecas del robo, que así fueron recuperadas. Axelsson y Olsson fueron condenados a cadena perpetua el 18 de enero, y Arklöv el 2 de febrero de 2000.
Olsson y Axelsson reconocieron el robo y que estuvieron en Malexander, pero negaron los asesinatos. Olsson afirmó además que fue Arklöv quien disparó a los policías y este último terminó por reconocerlo en junio de 2001. Según él, tomó las armas de los policías y les disparó.
Olsson fue encerrado en la prisión de Hall. Durante de la noche de 27 y el 28 de julio de 2004 escapó junto a Daniel Maiorana, Alfred Sansiviero y Mahmoud Amaya, pero fueron detenidos dos días después.